# Astrakan (film)
Pour les articles homonymes, voir Astrakan.
Pour plus de détails, voir Fiche technique et Distribution.
Astrakan est un film dramatique français réalisé par David Depesseville et sorti en 2022.

## Synopsis
Samuel, un orphelin de 12 ans à l’allure sauvage, est placé depuis quelques semaines chez une nourrice, Marie. Cette dernière, qui se débat entre ses sentiments et son besoin d’argent, est mariée à Clément avec qui elle a deux fils, Alexis et Dimitri. Très vite, Samuel va devoir faire la connaissance de cette nouvelle famille et de leurs éventuels secrets : Clément oscille entre sévérité et tendresse maladroite, Dimitri, le plus jeune, ne cesse d’embêter le nouveau venu, tandis qu’Alexis, l’aîné, semble préoccupé par son rapport au troublant Luc, l’un des frères de Marie. Hélène, la petite voisine, va aider Samuel en l’accompagnant dans son nouveau quotidien. À travers le regard d’eux tous, Samuel va alors s’émanciper, projeté dans un bain de sensations permanent, entre découvertes impressionnistes, panorama funèbre, troubles sensuels et extrême sensibilité.

## Fiche technique
- Titre original : Astrakan
- Réalisation : David Depesseville
- Scénario : David Depesseville
- Musique : Barry Adamson et Jean-Sébastien Bach
- Photographie : Simon Beaufils
- Montage : Martial Salomon
- Décors : Guillemette Coutellier
- Costumes : Adrien Genty
- Production : Carole Chassaing
- Société de production : Tamara Films et Microclimat Films
- Société de distribution : New Story
- Pays de production :  France
- Langue originale : français
- Format : couleur — 2,35:1
- Genre : Drame
- Durée : 104 minutes
- Dates de sortie :
  - Suisse : 9 août 2022 (Locarno)
  - France : 
    - 20 octobre 2022 (La Roche-sur-Yon)
    - 8 février 2023 (en salles)

  - Maroc : 16 novembre 2022 (Marrakech)

## Distribution
- Mirko Giannini : Samuel
- Jehnny Beth : Marie
- Bastien Bouillon : Clément
- Théo Costa-Marini : Luc
- Lorine Delin : Hélène
- María Luisa García : la grand-mère
- Paul Blain : le grand-père
- Nathaël Bertrand : Alexis
- Cameron Bertrand : Dimitri